# Prisión de Maktab al-Nasser
La Prisión de Maktab al-Nasser es una prisión en el distrito de Abu Salim de Trípoli, la capital de Libia. Antes de la caída del gobierno de Muammar Gaddafi en la guerra civil libia de 2011, sirvió como prisión y la oficina de la agencia de seguridad interna. Muchos de los prisioneros detenidos allí a menudo serían trasladados más tarde a la prisión de Abu Salim. 